# Edmund Lammert
Ludwig Theodor Edmund Lammert (* 10. Juni 1847 in Sondershausen; † 21. September 1921 in Leipzig) war ein deutscher Klassischer Philologe und Gymnasiallehrer.
Edmund Lammert besuchte bis 1864 die Elementarschule und bis 1868 das Gymnasium zu Sondershausen. Anschließend studierte er Klassische Philologie an der Universität Leipzig, unterbrochen von einjährigem Kriegsdienst im Deutsch-Französischen Krieg (1870/71). Nach seiner Rückkehr im Sommer 1871 beendete er sein Studium und wurde 1874 mit der Dissertation De pronominibus relativis Homericis promoviert. Zu seinen akademischen Lehrern zählten Friedrich Ritschl, Georg Curtius und Ludwig Lange.
Nach dem Lehramtsexamen arbeitete Lammert als Oberlehrer (später Gymnasialprofessor) am Königlichen Gymnasium, dem späteren König-Albert-Gymnasium, zu Leipzig. Als Forscher trat er durch zahlreiche Abhandlungen und Artikel zu den griechischen und römischen Historikern auf, die er in Schulprogrammen, wissenschaftlichen Zeitschriften und in der Realencyclopädie der classischen Altertumswissenschaft veröffentlichte.
Seine Tochter war die Meteorologin Luise Lammert.